# Антанас Тумєнас
Антанас Тумєнас (лит. Antanas Tumėnas; 13 травня 1880 — 8 лютого 1946) — литовський політик та юрист, прем'єр-міністр Литви у 1924–1925 роках.

## Життєпис
Навчався в Варшавському університеті на архітектора, проте потім перейшов на юридичний факультет Петербурзького університету, який закінчив у 1909 та вступив на службу помічником присяжного повіреного в Новоолександрівську.
У 1915 евакуйований в Воронеж, в 1917 став одним із засновників Литовської християнсько-демократичної партії, в 1918 повернувся на Батьківщину.
У 1920 обраний депутатом установчого Сейму Литовської Республіки та очолив комісію з розробки конституції країни.
З 1922 — доцент університету Вітовта Великого в Каунасі.
З 10 травня по 10 липня 1923 — голова Сейму.
У 1923—1925 обіймав посаду міністра юстиції в трьох послідовних урядах (Ернястаса Галванаускаса, своєму та Вітаутаса Пятруліса), причому з 18 червня 1924 по 4 лютого 1925 був прем'єр-міністром.
Після перевороту 1926 перейшов в опозицію режиму Антанаса Смятони.
У 1941–1944 — професор Вільнюського університету. За участь у діяльності підпільного Верховного комітету звільнення Литви заарештований 1943 німецькою окупаційною владою, пізніше звільнений. Втік з німцями, оселився в Австрії, де і помер.